# روبن بروك
روبن بروك (بالإنجليزية: Robin Brooke)‏ هو لاعب اتحاد الرغبي نيوزيلندي، ولد في 10 ديسمبر 1966 في إقليم أوكلاند في نيوزيلندا.

## وصلات خارجية
- روبن بروك عل موقع إسبنسكروم (الإنجليزية)